# Arteriovenös
Arteriovenös är ett begrepp som används för att beskriva något som avser både artär och ven. Exempelvis kallas en onormal förbindelse mellan artär och ven för arteriovenös fistel. En sådan förbindelse kan även skapas avsiktligt när en patient ska behandlas med hemodialys.